# Teste rápido para estreptococos
O teste rápido para estreptococos é um teste rápido de antígenos (RAT) amplamente utilizado em clínicas para auxiliar no diagnóstico de faringite bacteriana causada por estreptococos do grupo A (GAS), às vezes chamada de faringite estreptocócica. Atualmente, há vários tipos de teste rápido para estreptococos em uso, cada um empregando uma tecnologia diferente. No entanto, todos eles funcionam detectando a presença de GAS na garganta de uma pessoa, respondendo a antígenos específicos de GAS em um swab.

## Uso médico
Um teste rápido para estreptococos pode ajudar o médico a decidir se deve prescrever um antibiótico a uma pessoa com faringite, uma infecção comum da garganta. As infecções virais são responsáveis pela maioria das faringites, mas uma proporção significativa (20% a 40% em crianças e 5% a 15% em adultos) é causada por infecção bacteriana. Os sintomas de infecção viral e bacteriana podem ser indistinguíveis, mas somente a faringite bacteriana pode ser tratada de forma eficaz com antibióticos. Como a principal causa de faringite bacteriana é o GAS, a presença desse organismo na garganta de uma pessoa pode ser vista como uma condição necessária para a prescrição de antibióticos. A faringite por GAS é uma infecção autolimitada que geralmente se resolve em uma semana sem medicação. No entanto, os antibióticos podem reduzir a duração e a gravidade da doença e reduzir o risco de certas complicações raras, mas graves, incluindo a doença cardíaca reumática.
Os RATs também podem trazer benefícios para a saúde pública. Além dos efeitos colaterais indesejáveis em indivíduos, acredita-se que o uso inadequado de antibióticos contribua para o desenvolvimento de cepas de bactérias resistentes a medicamentos. Ao ajudar a identificar a infecção bacteriana, os RATs podem ajudar a limitar o uso de antibióticos em doenças virais, nas quais eles não são benéficos.
Algumas diretrizes clínicas recomendam o uso de RATs em pessoas com faringite, mas outras não. As diretrizes dos EUA são mais consistentemente favoráveis ao seu uso do que suas equivalentes europeias. O uso de RATs pode ser mais benéfico no terceiro mundo, onde as complicações da infecção estreptocócica são mais prevalentes, mas seu uso nessas regiões não foi bem estudado.
A cultura microbiana de um swab de garganta é uma alternativa confiável e econômica para um RAT, com alta sensibilidade e especificidade. No entanto, uma cultura requer instalações especiais e geralmente leva 48 horas para dar um resultado, enquanto um RAT pode dar um resultado em alguns minutos.

## Procedimento
Primeiro, é feita a coleta de uma amostra de muco da garganta da pessoa. Na maioria dos RATs, essa amostra de muco é então exposta a um reagente que contém anticorpos que se ligam especificamente a um antígeno GAS. Um resultado positivo é indicado por uma determinada reação visível. Há três tipos principais de RAT: Primeiro, um teste de fixação de látex, desenvolvido na década de 1980 e está praticamente obsoleto. Ele emprega esferas de látex cobertas com antígenos que se aglutinam visivelmente em torno de anticorpos GAS, se estes estiverem presentes. Em segundo lugar, um teste de fluxo lateral, que é atualmente o RAT mais amplamente utilizado. A amostra é aplicada a uma tira de filme de nitrocelulose e, se os antígenos GAS estiverem presentes, eles migrarão ao longo do filme para formar uma linha visível de antígeno ligado a anticorpos marcados. Terceiro, o imunoensaio óptico é o teste mais novo e mais caro. Ele envolve a mistura da amostra com anticorpos marcados e, em seguida, com um substrato especial em um filme que muda de cor para sinalizar a presença ou ausência do antígeno GAS.

## Interpretação
A especificidade dos RATs para a presença de GAS é de pelo menos 95%, com alguns estudos encontrando especificidade próxima a 100%. Portanto, se o resultado do teste for positivo, a presença de GAS é altamente provável. No entanto, 5% a 20% dos indivíduos carregam GAS em suas gargantas sem infecção sintomática, portanto, a presença de GAS em um indivíduo com faringite não prova que esse organismo seja responsável pela infecção. A sensibilidade dos RATs de fluxo lateral é um pouco baixa, de 65% a 80%. Portanto, um resultado negativo desse teste não pode ser usado para excluir a faringite por GAS, uma desvantagem considerável em comparação com a cultura microbiana, que tem uma sensibilidade de 90% a 95%. No entanto, descobriu-se que os RATs de imunoensaio óptico têm uma sensibilidade muito maior, de 94%.
Embora um RAT não possa distinguir a infecção por GAS do transporte assintomático do organismo, a maioria das autoridades recomenda o tratamento com antibióticos no caso de um resultado positivo de RAT em uma pessoa com dor de garganta. As diretrizes dos EUA recomendam o acompanhamento de um resultado negativo com uma cultura microbiana, enquanto as diretrizes europeias sugerem confiar no RAT negativo.